# Вишніця (Соп'є)
Вишніця (хорв. Višnjica) — населений пункт у Хорватії, у Вировитицько-Подравській жупанії у складі громади Соп'є.

## Населення
Населення за даними перепису 2011 року становило 0 осіб.
Динаміка чисельності населення поселення: